# Tamada Keidzsi
Tamada Keidzsi (Urajaszu, 1980. április 11. –) japán válogatott labdarúgó.
A japán válogatott tagjaként részt vett a 2006-os és a 2010-es világbajnokságon.

## Statisztika
| Japán válogatott | Japán válogatott | Japán válogatott |
| Időszak          | Mérk.            | gól              |
| ---------------- | ---------------- | ---------------- |
| 2004             | 18               | 5                |
| 2005             | 16               | 2                |
| 2006             | 7                | 2                |
| 2007             | 0                | 0                |
| 2008             | 12               | 4                |
| 2009             | 10               | 1                |
| 2010             | 9                | 2                |
| Összesen         | 72               | 16               |